# 巴爾杜國家博物館
巴爾杜國家博物館（阿拉伯语：‎），是突尼斯首都突尼斯市的一座博物馆。

## 简介

博物馆结构图

博物馆原本为19世纪贝伊在突尼斯市郊区的王宫，是地中海盆地最重要的博物馆之一，也是埃及博物馆后第二座建立在非洲大陆上的博物馆。
除了出土于凯鲁万大清真寺的蓝色古兰经这一著名藏品外，该博物馆的伊斯兰馆还收集了来自北非和小亚细亚的大量陶器。